# Птицы Америки
«Пти́цы Аме́рики» (англ. The Birds of America) — альбом с иллюстрациями птиц Северной Америки в натуральную величину, выполненными американским натуралистом Джоном Джеймсом Одюбоном. Печатался частями в Эдинбурге и Лондоне с 1827 по 1838 год. Иллюстрации альбома содержат изображения 1065 птиц, относящихся к 489 различным видам. «Птицы Америки» продавались по подписке номерами по 5 изображений в каждом: одно большое, одно среднее и три маленьких. Планировалось, согласно проекту альбома, сформировать четыре тома по сто страниц, однако количество птиц превысило эти объёмы, и в итоге альбом составили 435 страниц, при этом последние страницы часто содержат несколько птиц разных видов. Было выпущено менее 200 экземпляров. Сопровождающий текст к альбому опубликован отдельно в пятитомной работе «Орнитологическая биография» (1831—1839).
Помимо оригинального издания (Havell Edition), напечатанного на бумаге «double-elephant folio» размером 1003 × 673 мм, Одюбон и его сыновья выпустили ещё два издания — Octavo Edition в 1840—1844 годах и Bien Edition в 1859—1860 годах. «Птицы Америки» ― одно из наиболее почитаемых и высоко оцениваемых произведений американского искусства. Одюбон первым в истории нации объединил искусство и науку, а его амбициозный проект описания всех птиц Америки сформировал самосознание американского натуралиста. Со времени оригинальной работы было выпущено 20—25 млн копий и репродукций «Птиц Америки», включая около 400 тысяч изображений высокого качества, цена которых может достигать нескольких тысяч долларов. Первое издание признано шедевром книжного дела и величайшей библиографической редкостью.

## Содержание
Альбом «Птицы Америки» включает 435 страниц, разбитых на 87 номеров по 5 изображений в каждом. На рисунках обычно изображено несколько птиц одного вида в натуральную величину в естественной среде обитания. Птицы охотятся, кормятся, ухаживают друг за другом либо за птенцами; на некоторых изображениях охотники изображены вместе с жертвами, а иногда птицы одного вида борются друг с другом за выживание. В общей сложности на картинах изображено 1065 птиц, которых Одюбон отнёс к 489 различным видам. Учитывая многочисленные повторы, несколько гибридов и неидентифицируемых птиц, Сьюзан Лоу (Susanne M. Low) определила 443 вида. Первые 350 иллюстраций обычно содержат на странице представителей одного вида, но начиная с иллюстрации 353 Одюбон стал помещать на страницу разные виды в попытке вместить больше птиц. В общей сложности насчитывается 30 таких «смешанных» иллюстраций.
Оригинальные страницы имеют размер double-elephant folio, то есть 1003 × 673 мм (26,5 × 39,5 дюймов), и представляют собой разукрашенные вручную листы, отпечатанные с выгравированных в технике акватинта медных пластин. В левом верхнем углу страницы напечатан номер от 1 до 87, в правом верхнем — римскими цифрами номер страницы от 1 до 435 (у некоторых страниц номер напечатан арабскими цифрами). В левом нижнем углу расположена информация о художнике, в правом нижнем — о гравёре. Страницы, заканчивающиеся на 1 и 6, содержат крупное изображение размером 25 × 37 дюймов, преимущественно иллюстрирующее крупных птиц, на 2 и 7 — изображение размером 20 × 25 дюймов (иногда до 21 × 30), иллюстрирующее средних птиц, остальные страницы содержат малые изображения размером 12 × 20 дюймов (иногда до 15 × 21).
Согласно британскому закону от 1709 года, издателям было необходимо бесплатно предоставить в девять национальных библиотек экземпляры опубликованных в Великобритании книг. Одюбон нашёл выход, позволяющий обойти это ограничение: в связи с тем, что публикация считается книгой, если в ней присутствует печатный текст, Одюбон решил полностью от него отказаться. «Птицы Америки» — это альбом иллюстраций с титульным листом для каждого тома. Одюбон даже не стал делать содержания и попросил издателя уничтожить пластины, по которым были сделаны титульные страницы. Сопутствующая орнитологическая информация была напечатана отдельно в 1831—1839 годы. Пять томов «Орнитологической биографии» (Ornithological Biography) содержат более трёх тысяч страниц орнитологических описаний, которые перемежаются так называемыми «эпизодами» — короткими рассказами о путешествиях и жизни первопроходцев.

## Подготовка

### Труды предшественников
В 1735 году Карл Линней выпустил первое издание «Системы природы», в котором попытался формализовать классификацию и систему наименований всех живых организмов. Во времена Линнея натуралисты полагали все живые организмы неизменными творениями божьими, а своей задачей видели фиксацию их разнообразия в книгах. Линней оценивал общее число видов около 40 тысяч, примерно половина из них — растения, около 12 тысяч — насекомые, 2 тысячи — птицы и около 200 — млекопитающие.
Другую европейскую традицию представлял французский натуралист граф Жорж-Луи Леклерк де Бюффон. Трудом жизни Бюффона стала энциклопедия «Естественная история» (Histoire naturelle générale et particulière). К моменту смерти учёного в 1788 году было закончено 36 томов, которые составляли сведения по геологии, антропологии, астрономии, метеорологии, минералогии, ботанике и зоологии, включая таксономию. Учёный воспринимал природу в её непрерывном развитии. Бюффон был интендантом Сада растений в Париже и, как и многие другие европейские учёные, изучал Америку на основе различных коллекций флоры и фауны. Обнаружив различия в размерах европейских и американских животных, он посчитал, что они связаны с суровым климатом Северной Америки. Эту идею поддержали многие европейские учёные.
Американские натуралисты придерживались другой точки зрения и пытались дистанцироваться от европейской науки. Незадолго до окончания Войны за независимость США французский посол запросил у губернаторов американских штатов информацию о природных ресурсах страны и получил ответ только от губернатора Виргинии Томаса Джефферсона. Тонкая брошюра Notes on the State of Virginia 1785 года включала детальную информацию о флоре и фауне штата, размерах и массе животных. В частности, Джефферсон перечислил более 120 птиц Северной Америки (по словам Александра Вильсона — 109). Американский натуралист Уильям Бартрам в 1791 году опубликовал книгу Travels through North & South Carolina, Georgia, East & West Florida, основанную на своих путевых заметках. Книга была особенно хорошо принята в Европе, где выдержала девять переизданий. Бартрам наблюдал миграцию птиц во Флориде, а в своих «Путешествиях» описал большое количество видов (по словам Вильсона — 215).

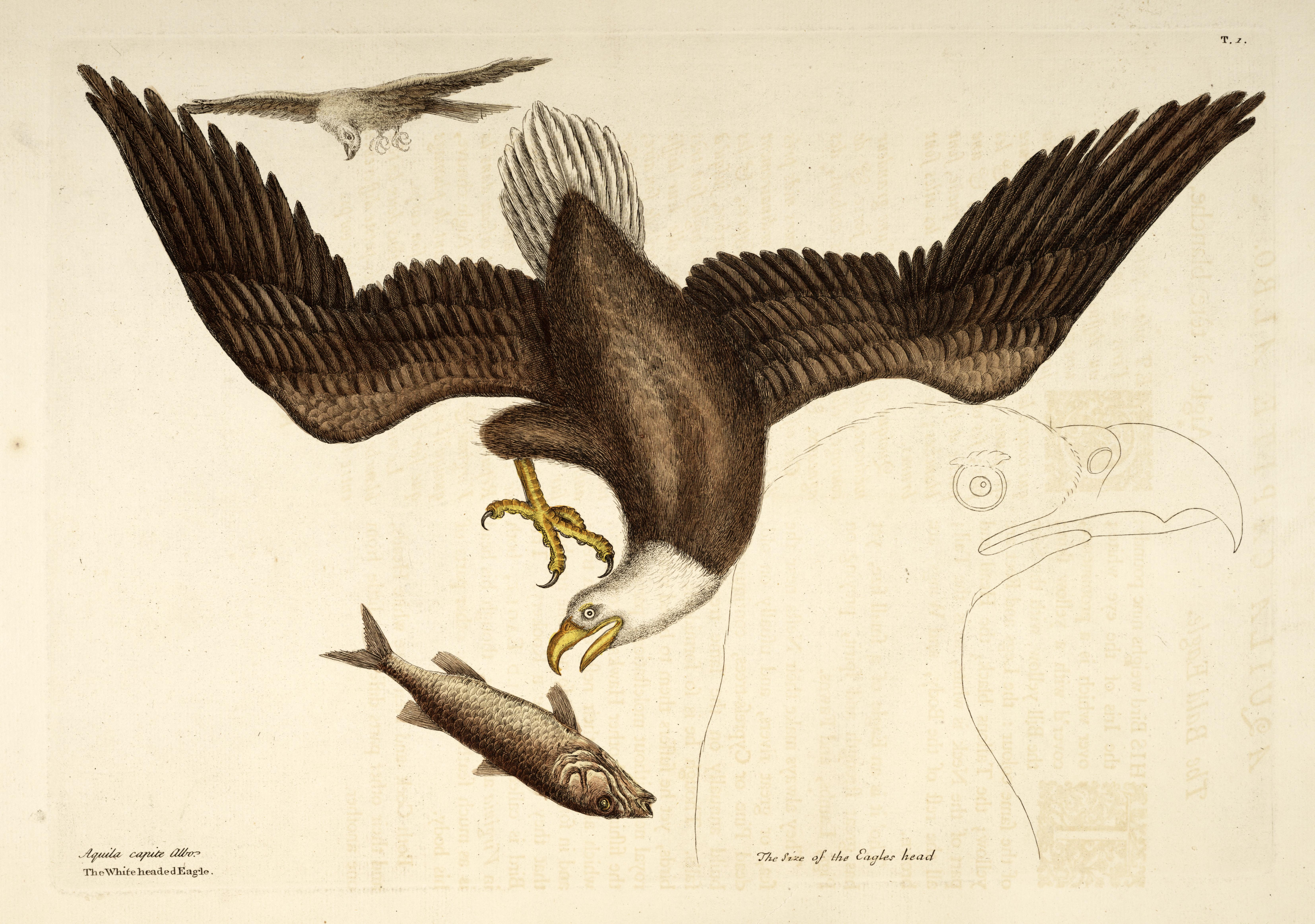
Белоголовый орлан Марка Кейтсби

Первой работой, посвящённой непосредственно Северной Америке, стало произведение английского натуралиста Марка Кейтсби «Естественная история Каролины, Флориды и Багамских островов» (The Natural History of Carolina, Florida and the Bahama Islands), увидевшее свет в 1731—1743 годы. Книга была очень популярна в Европе, в частности, ею пользовался Линней. Кейтсби изображал птиц в естественной среде обитания во время их миграций, аккуратно прорисовывая детали и используя насыщенные краски, он сам занимался гравировкой. В основном птицы изображены в статическом положении на ветках или камнях. Лишь две иллюстрации передают движение; одна из них — охотящийся белоголовый орлан (Haliaeetus leucocephalus), выпустивший когти и готовый схватить рыбу. Чёрно-белое издание продавалось по подписке по цене в одну гинею, желающие могли за две гинеи приобрести раскрашенное издание на более качественной бумаге.

### American Ornithology
«Отцом американской орнитологии» считается Александр Вильсон. Одно время он работал школьным учителем и жил в местечке Грейс-Ферри (Gray’s Ferry) близ Филадельфии, неподалёку от Бартрама, который готовил новую книгу Elements of Botany; они часто общались между собой. Ещё в 1804 году Вильсон загорелся идеей собрать и изучить все виды птиц Северной Америки. В 1807 году Вильсон познакомился с Мериуэзером Льюисом, недавно вернувшемся из экспедиции, совершённой вместе с Уильямом Кларком к западному побережью Америки. Льюис предоставил Вильсону коллекцию птиц, которую удалось привести из путешествия. Сам Вильсон совершил несколько поездок по восточному побережью.

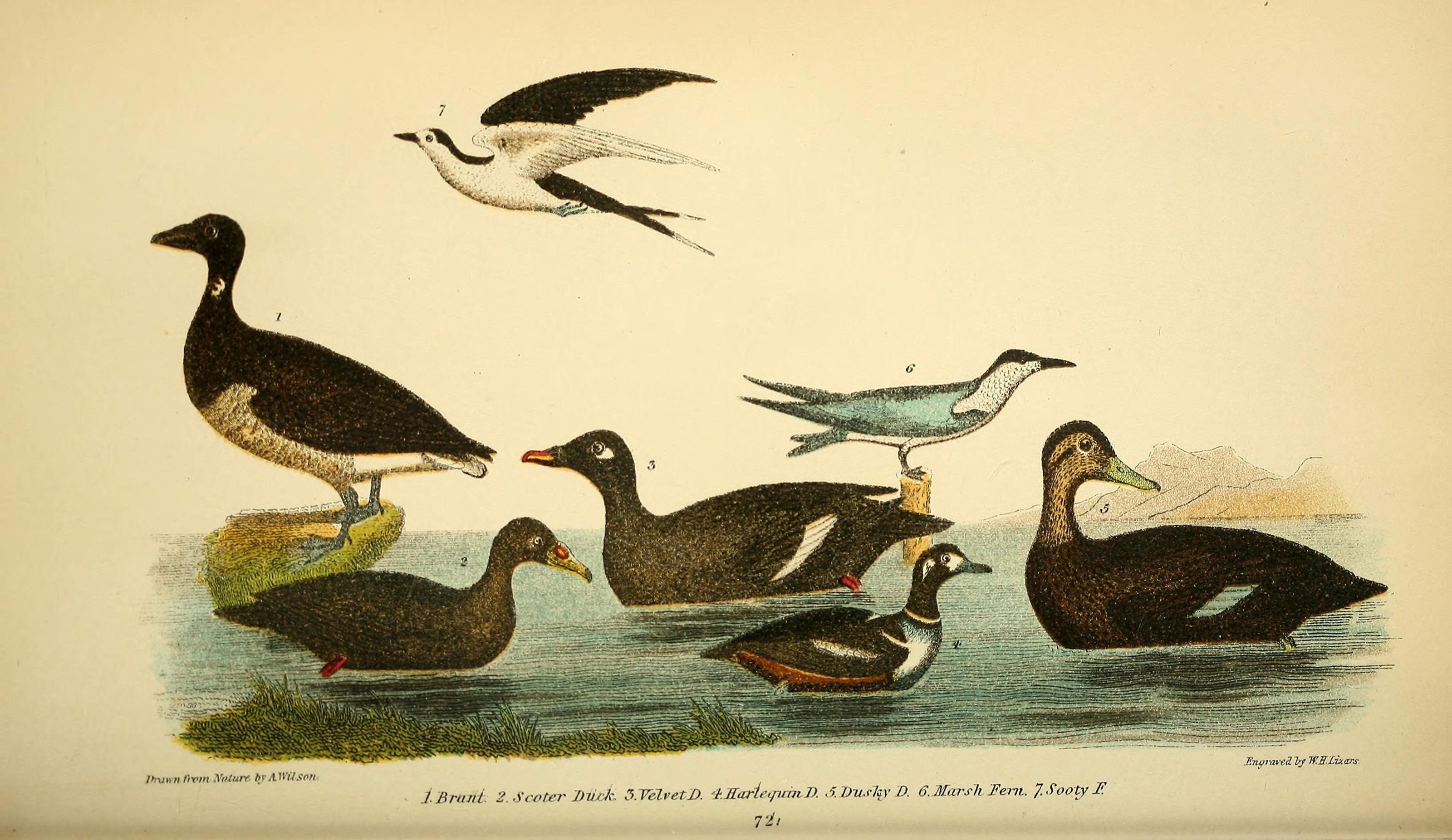
American Ornithology, иллюстрация 72

Прежде чем создавать энциклопедию, Вильсон провёл несколько консультаций с гравёром из Филадельфии Александром Лоусоном. Лоусон отговаривал Вильсона, так как подготовка такой книги могла стоить несколько тысяч долларов, однако Вильсон нашёл инвесторов. Энциклопедия продавалась по цене 120 долларов, которую заказчики могли платить частями при получении каждого тома (планировалось 10 томов). American Ornithology пользовалась огромным успехом с самого начала публикации в 1808 году. В январе 1810 года был подготовлен второй том, третий и четвёртый тома увидели свет в 1811 году, пятый и шестой — в 1812 году. Вильсон был постоянно недоволен работой колористов и многие иллюстрации разукрашивал самостоятельно. Весной 1813 года был готов седьмой том и шла работа над восьмым томом, когда Вильсон внезапно заболел и скончался. Завершением труда занимался Джордж Орд, с которым Вильсон познакомился в 1811 году; Орд закончил восьмой и подготовил девятый том.
В энциклопедию American Ornithology, которая стала первой крупной научной работой, напечатанной в Америке об Америке, включено 278 видов птиц, 56 из которых были описаны впервые. Общее количество иллюстраций — 103.

### Идея создания альбома

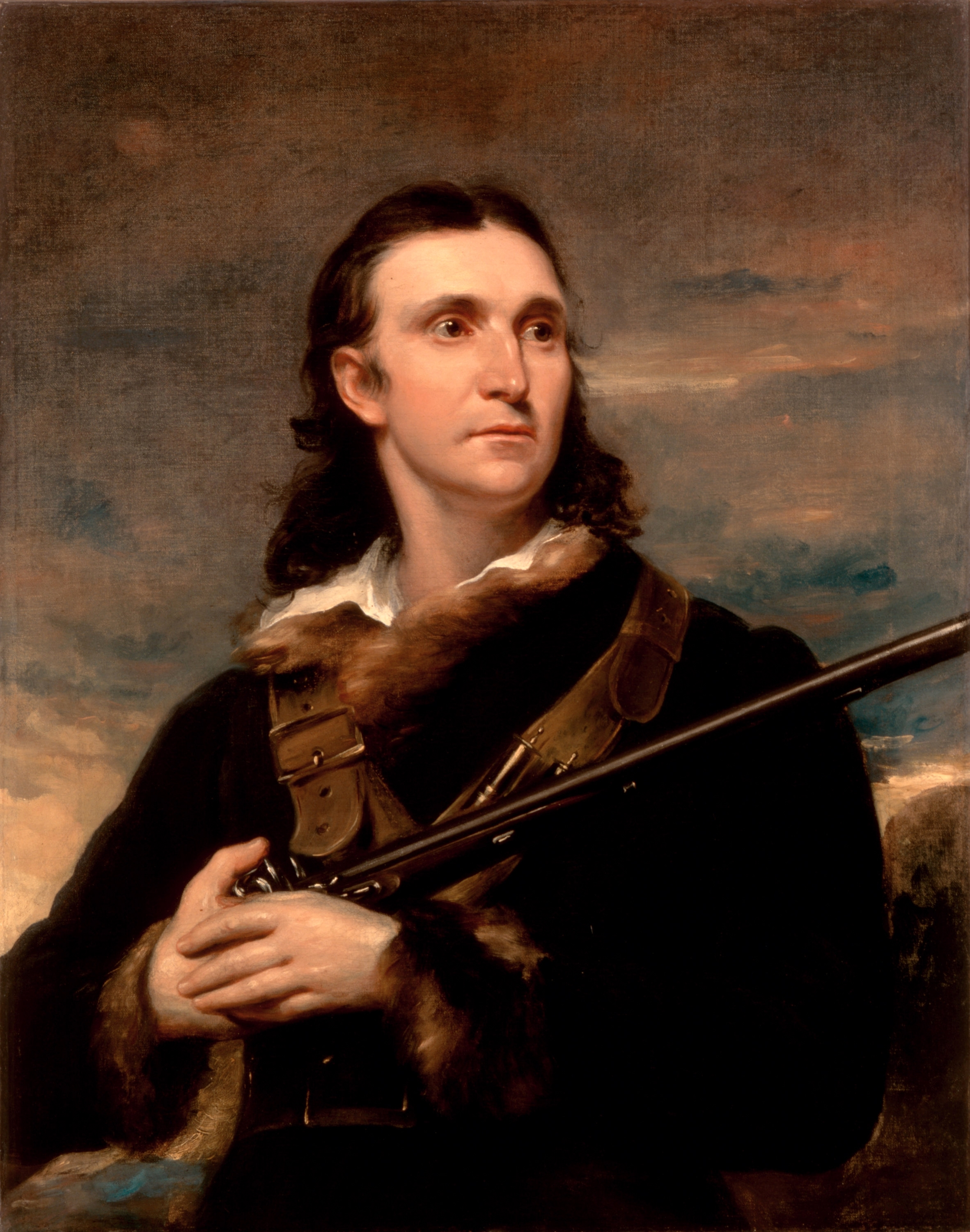
Портрет Одюбона работы Джона Сайма (1826)

Джон Джеймс Одюбон родился в 1785 году во французской колонии Сан-Доминго на острове Гаити. В 1791 году отец будущего натуралиста перевёз незаконнорождённого сына во Францию, а в 1803 году отправил его в Америку, чтобы тот избежал призыва в армию Наполеона. В его владении находился участок Милл-Гроув северо-западнее Филадельфии в штате Пенсильвания. Продав участок, Одюбон вёл торговлю и безуспешно пытался основать собственный бизнес в Луисвилле, Шиппингпорте, а затем в Хендерсоне (Кентукки).
Ещё во Франции Одюбон увлёкся наблюдением за птицами, вместе с отцом он проводил много времени на природе. По-видимому, в доме был посвящённый птицам том «Естественной истории» Бюффона с большим количеством иллюстраций. Долгие годы рисование птиц было лишь увлечением для Джона Одюбона, отвлекающим от основной работы. Биографы обращают особое внимание на встречу Одюбона и Вильсона, которая состоялась в 1810 году: Вильсон продавал подписку на American Ornithology и достиг Шиппингпорта, чтобы предложить её коммерсанту. Присутствующий при встрече деловой партнёр Одюбона Фердинанд Розье заметил по-французски, что ему вряд ли нужна такая подписка, так как он знает о птицах не меньше, а его рисунки заметно лучше, чем рисунки Вильсона. Возможно, основной причиной отказа было плачевное финансовое состояние Одюбона.
В 1819 году Одюбон ненадолго угодил в тюрьму за долги. Выйдя из неё, он принял решение опубликовать своих птиц. Осенью 1820 года в письме губернатору Арканзаса Джеймсу Миллеру Одюбон писал, что занимается изучением птиц Америки уже 15 лет и делает рисунки птиц в натуральную величину, которые он планирует опубликовать. Он совершил несколько путешествий, пополняя свою коллекцию рисунков, и в 1824 году отправился в Филадельфию в поисках издателя. Несмотря на множество полезных знакомств, в том числе с молодым французским орнитологом Шарлем Люсьеном Бонапартом, натуралист не смог договориться о печати. Против него резко выступил Орд, который в это время вместе с Бонапартом занимался подготовкой второго издания American Ornithology Вильсона; он назвал акварели Одюбона огромными и переполненными мелкими деталями и обвинил его в совмещении зоологии и ботаники. Когда Бонапарт привёл Одюбона к гравёру Александру Лоусону, тот повторил возражения Орда и особенно отметил большие размеры некоторых рисунков. Даже когда Бонапарт предложил купить их, Лоусон отказался делать пластины.
Уильям Соудер (William Souder) писал, что предложение попробовать опубликовать работу в Европе поступило от французского путешественника и художника Шарля Александра Лесюёра. Френсис Хобарт Херрик (Francis Hobart Herrick) утверждал, что поездку в Старый Свет предложил некто Фэйрмен (Fairman). Осенью 1825 года Одюбон поделился с Бонапартом своими европейскими планами: сначала отправиться в Англию, а если там не получится найти издателя, то через Брюссель в Париж. Одюбон прибыл в Ливерпуль летом 1826 года.

### Сбор коллекции

Carbonated Warbler, иллюстрация 60

Самые ранние работы, которые были включены в «Птицы Америки», сам Одюбон относил к 1805 году. Биографы отмечают, что первые датированные иллюстрации относятся к 1808—1812 годам, в том числе Carbonated Warbler, на рисунке которого стоит дата 7 мая 1811 года и существование которого остаётся под вопросом. Многие работы того времени не сохранились, так как в рисунках устроили гнездо крысы, а в 1815—1820 годы Одюбон практически не рисовал.
После того как Одюбон принял решение о публикации, он начал целенаправленно собирать материал. В 1820—1821 годы он путешествовал по Огайо и Миссисипи в сопровождении своего ученика Джозефа Мейсона (Joseph Mason), который дорисовывал детали ландшафта. Мейсон вернулся в Кентукки летом 1822 года, в общей сложности им было оформлено более 50 ранних работ Одюбона. В 1824 году натуралист посетил Олбани и Ниагарский водопад, некоторое время провёл в Преск-Айле, Питтсбурге, совершил путешествие по Великим озёрам, а позже продолжил собирать материалы в южных штатах, в это время он вместе с женой жил в Луизиане. Зимой 1825—1826 годов Одюбон подготовил рисунок самца индейки — первую страницу «Птиц Америки».
После начала печати Одюбон несколько раз возвращался в Америку для пополнения своей коллекции. Поначалу он планировал путешествовать инкогнито, так как боялся, что подписчики будут недовольны тем фактом, что подготовка издания ведётся без его наблюдения. Однако Джон Джордж Чилдрен убедил художника, что подписчики, напротив, будут рады узнать, что он отправился за поиском новых птиц. Чилдрен согласился присмотреть за изданием второго тома, в ответ Одюбон переслал ему несколько сотен насекомых. В 1829—1830 году натуралист побывал в Нью-Джерси и Пенсильвании, в 1831 году — во Флорида-Кис. В этих путешествиях его сопровождал художник Джордж Леман (George Lehman), который оформил около 40 работ. Во время экспедиции 1829 года Одюбон особое внимание уделял маленьким птицам. В это время он писал в своём дневнике: «Я за работой и сделал многое, но я желаю, чтобы я имел восемь пар рук и ещё одно тело, чтобы стрелять птиц» (англ. I am at work, and have done much, but I wish I had eight pairs of hands, and another body to shoot the specimens.).
В Эдинбурге Одюбон познакомился с Джозефом Бартоломеем Киддом (Joseph Bartholomew Kidd), который впоследствии помогал с ботаническими деталями изображений и ландшафтами. 31 марта 1831 года Одюбон заключил соглашение с Киддом о копии некоторых изображений маслом. Они планировали выставить их на продажу и поделить деньги. Кроме того, Одюбон обещал заплатить Кидду 100 фунтов, если он нарисует все 100 изображений, входящих в первый том «Птиц Америки». Совместная работа продолжалась до 1833 года, когда по неизвестным причинам партнёрство было прекращено. В 1831—1833 годы Кидд доработал по меньшей мере 94 иллюстрации, но они не были подписаны. Примерно на 35 иллюстрациях растения и насекомые на заднем плане были нарисованы сестрой жены Джона Бахмана Марией Мартин (Maria Martin). Одюбон ознакомился с ними в октябре 1831 года в Чарлстоне во время своего очередного путешествия. Впоследствии он часто останавливался у Бахмана, предположительно, 46 иллюстраций из 435 было написано в его доме. Ещё около 160 иллюстраций было сделано в Луизиане и на берегах Миссисипи.

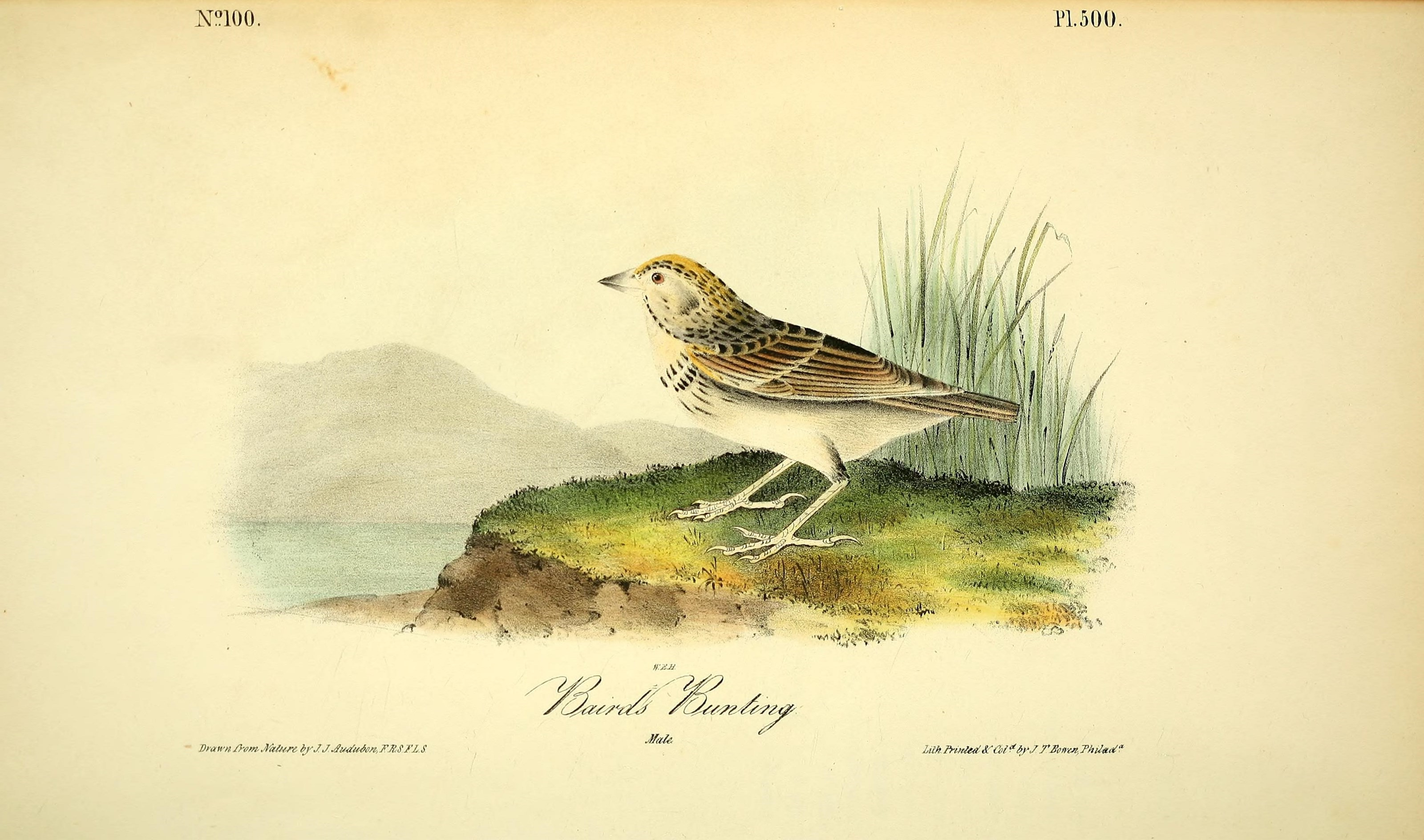
Centronyx bairdii, иллюстрация 500 Octavo Edition

Весной 1833 года Одюбон вместе с сыном Джоном Вудхаузом побывал на полуострове Лабрадор. Перу сына художника принадлежит около 20 задних планов и несколько птиц. Летом 1836 года Одюбон проехал по Южной Каролине, Флориде, Луизиане и Техасу, а осенью того же года в Филадельфии смог изучить коллекцию Джона Керка Таунсенда, составленную во время путешествия последнего с Томасом Наттоллом к устью реки Колумбия. В письме Томасу Брюэру Одюбон отметил, что новые птицы войдут в четвёртый том, а общее число птиц достигло 475. После начала печати Одюбон сделал около 250 новых рисунков. На 500-й иллюстрации Octavo Edition — одного из переизданий «Птиц Америки» — изображена последняя птица, которую описал и назвал Одюбон: Centronyx bairdii был назван в честь молодого натуралиста Спенсера Фуллертона Бэрда, дружба и переписка с которым продолжалась до самой смерти Одюбона.
Несмотря на многочисленные повторы, Одюбон впервые описал более 20 видов и примерно столько же подвидов, которые признаются орнитологическим сообществом.

## Публикация

### Поиск гравёра

Сапсан, иллюстрация 16

В Ливерпуле Одюбон познакомился с лондонским издателем Генри Боном, который советовал ему посетить в поисках гравёра Лондон, а затем Париж. Он также предлагал выбрать для публикации несколько работ, а для остальных подготовить рекламный проспект. Одной из основных проблем с рисунками Одюбона был их размер: художник рисовал птиц в натуральную величину и отказывался уменьшать иллюстрации. Он полагал, что крупные изображения передают природу с большей точностью и оказывают большее влияние на зрителя. Для больших птиц он использовал double-elephant folio — самую большую доступную бумагу, при этом, чтобы поместить некоторых длинношеих птиц на лист им приходилось загибать шею. Художник понимал, что производство такой большой книги будет стоить очень дорого, поэтому он не планировал продавать её для обычной публики и рассчитывал найти две-три сотни потенциальных покупателей. Бон говорил, что картины большого размера будут доминировать над всем помещением и советовал Одюбону печатать книгу в меньшем формате. Он полагал, что если делать изображения в два раза крупнее, чем у Вильсона, то получится продать 1000 копий (100 — в Париже, 250 — в Лондоне, 100 — в Голландии, 100 — в России и 450 — в Америке), и сомневался, что найдётся более 100 покупателей для книги большего формата. В октябре 1826 года, посмотрев рисунки Одюбона, Бон изменил своё мнение.
В конце октября 1826 года друзья в Эдинбурге познакомили Одюбона с гравёром Вильямом Лизарсом. Лизарс унаследовал от отца печатный бизнес и к моменту встречи уже участвовал в создании двух книг по орнитологии: Illustrations of British Ornithology (1821—1834) Прайдокса Джона Селби и Illustrations of Ornithology (1825—1843) Селби и Уильяма Джардина. Несколько дней он рассматривал работы Одюбона, акцентируя внимание на крупных птицах, и, увидев портрет сапсана (Falco peregrinus), принял решение о публикации.
После того как было достигнуто соглашение о печати, Одюбон начал формировать страницы. Он готовил акварели птиц, иногда совмещая несколько рисунков, сделанных в разное время. В мастерской Лизарса Одюбон сам наблюдал за работой гравёров и других специалистов. 28 ноября 1826 года была готова первая иллюстрация с изображением самца индейки, 10 декабря — вторая, на которой изображена желтоклювая американская кукушка, ещё через несколько недель были готовы все пять иллюстраций первого номера. Вскоре колористы в мастерской Лизарса устроили забастовку, и Одюбону пришлось искать нового гравёра.
В Лондоне Одюбон начал работать с Робертом Хэвеллом-старшим (Robert Havell Sr) и его сыном Робертом Хэвеллом-младшим (Robert Havell Jr). В качестве теста Одюбон предложил им изобразить лимонного певуна, который уже появился на третьей иллюстрации первого номера. Работа была готова за две недели и привела Одюбона в восторг. После сравнения пластин третьего номера, которые были сделаны и в Лондоне, и в Эдинбурге, Одюбон остановился на Хэвеллах. Помимо высокого качества, лондонская мастерская была дешевле. Гравировкой всех пластин в мастерской Хэвелла с самого начала занимался сын, а отец вплоть до 1830 года (когда он ушёл на пенсию) отвечал за печать и раскрашивание. Старший Хэвелл скончался в 1832 году.
Наученный опытом в мастерской Лизарса, Одюбон никогда не доверял полностью Хэвеллу и его рабочим и продолжал наблюдать за их работой. В 1827 году он жил в Лондоне на Грейт-Рассел-стрит (англ. Great Russell Street) около Британского музея и в 10 минутах ходьбы от мастерской Хэвелла, которая располагалась на Оксфорд-стрит (англ. Oxford street). Одюбон почти постоянно присутствовал в мастерской, а когда был вынужден покидать Лондон, Хэвелл доставлял ему доказательства качества работы.

### Материалы и технология печати
В то время, чтобы сделать книжные иллюстрации, изображение переводили на тонкую бумагу, затем вырезали на дереве, камне или металле (обычно меди). Затем пластины заливали чернилами и с помощью пресса делали чёрно-белую копию на бумаге, которую раскрашивали вручную.
Единственной высококачественной бумагой, доступной в Европе и США, была 100 % хлопковая бумага (англ. 100 % cotton rag paper). В основном такая бумага создавалась среднего размера. Double-elephant folio, на котором отпечатан альбом «Птицы Америки», появилась в 1770-е годы. Джеймс Ватман-младший писал о ней своему родственнику в письме от 29 ноября 1772 года: «[Бумага] double-elephant, которую я делаю в настоящее время, [имеет размеры] 3 фута 4 дюйма на 2 фута 2 1/2 дюйма, и это самая большая выпущенная в Европе бумага, которую я когда-либо видел» («The Double Elephant which I at present make is 3 ft. 4 in. by 2 ft. 2 1/2 in., and it is as large as any paper I have ever seen manufactured in Europe»). Ватман производил бумагу на двух разных фабриках: бумага с основной фабрики была беловато-серая, а со второй — на пару оттенков темнее. Она имеет текстуру, которую можно почувствовать пальцами и не является абсолютно гладкой. У оригинального издания бумага имеет водяные знаки бумажной мануфактуры Ватмана. Так как бумага на 100 % состоит из хлопка и не содержит кислот или лигнина, то она может храниться несколько сотен лет. Последующие издания использовали не такую качественную бумагу, зачастую она была абсолютно гладкой на ощупь.

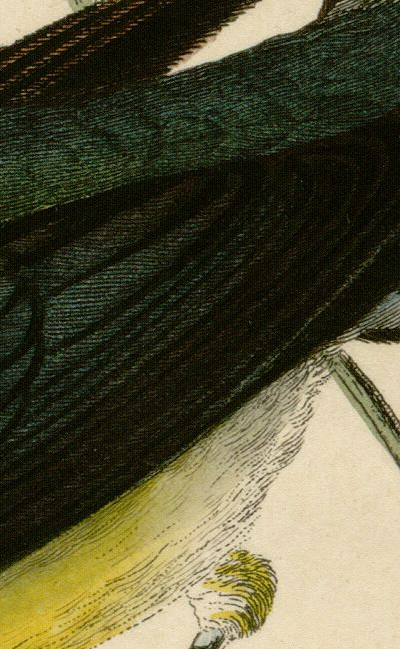
Лимонный певун, иллюстрация 3, деталь изображения с иллюстрации из Питтсбургского университета

Для качественной иллюстрации необходимы хорошие навыки гравёра. Размеры изображений требовали особенного подхода к гравировке. Крупные птицы гравировались в модифицированной технике с применением скребков и других материалов для вырезания линий, в то время как для мелких птиц подходила более традиционная акватинта, иногда с применением штихеля. Акватинта позволяет задать лишь несколько оттенков на перьях птиц и листве, полутона при этом получаются не всегда и свидетельствуют о мастерстве гравёра. При акватинте каждый экземпляр имеет свои особенности, в то время как вырезанные линии сохраняются в неизменном виде на каждой копии рисунка. По словам одного из учеников Одюбона, Роберт Хэвелл-младший «был намного больше, чем гравёр „Птиц Америки“. Он был гением … прекрасным художником сам по себе, с отличным видением композиции» (англ. was much more than the engraver of Birds of America. He was a genuis … a fine artist in his own right, with a discerning eye for composition). Хэвелл сам нарисовал задние планы для полусотни страниц альбома, ещё более сотни были им скорректированы в процессе гравировки пластин. В его честь Одюбон назвал одну из птиц — Sterna Havelli, которая впоследствии была признана синонимом Sterna forsteri.
Раскрашиванием изображений занималась команда из нескольких человек, добавляющая по одному цвету за раз и пытающаяся повторить все оттенки оригинального изображения. У Хэвелла работало 50 колористов. Эксперты отмечают, что птицы раскрашены лучше, чем окружающий их ландшафт, по-видимому, над ними работали лучшие специалисты. Вместе с тем поддерживать стабильное качество иллюстраций при раскрашивании вручную крайне тяжело. На каждом изображении есть фрагменты, на которых невооружённым глазом видно, как цвет заходит на линию. Чтобы повысить качество работы, в мастерской Хэвелла были разработаны детальные инструкции и шаблоны для раскрашивания некоторых иллюстраций. Их подготовкой часто занимался младший брат Роберта Хэвелла, Генри (Henry Augustus Havell).
Будучи в конце 1820-х годов во Франции, Одюбон осознал, что, отправившись в Англию для поиска гравёра, он сильно сэкономил, так как цена на медь во Франции и в Англии значительно разнилась. «Птицы Америки» стали последним крупным изданием, выпущенным в такой технике печати, вскоре её заменила литография.

### Печать
В 1827 году Одюбон выпустил рекламный проспект, в котором обещал, что альбом будет состоять из трёх томов по сотне страниц в каждом. Их предполагалось группировать в номера по пять иллюстраций и выпускать пять номеров, или 25 иллюстраций в год. Уже в этом проспекте Одюбон задал «ритм» публикаций: в каждом номере будет одно большое изображение, одно среднее и три маленьких. Такой порядок не имел ничего общего с таксономией птиц. По мнению Грегори Нобла (Gregory Noble), таким образом Одюбон мог придержать более интересные, а значит и более выгодные изображения крупных птиц, кроме того, крупное эффектное изображение первой иллюстрации номера задавало тон для остальных. Роберта Олсон (Roberta J. M. Olson) отмечала, что такой порядок также позволил натуралисту печатать номера по мере их готовности, а не формировать систематику полностью, как это сделано в основных орнитологических трудах. Многие птицы на начало работы ещё не были открыты, и Одюбон постоянно продолжал их поиск.

Американская оляпка, иллюстрация 435

В 1829 году проспект претерпел изменения: теперь предполагалось, что альбом будет содержать 400 страниц, разбитых на три тома по 133 страницы в каждом. В проспекте, выпущенном в 1831 году, после завершения первого тома, содержался список иллюстраций первого тома, а также отзывы Жоржа Леопольда Кювье и Уильяма Свенсона.
К июню 1834 года был закончен второй том «Птиц Америки», а Хэвелл согласился с 1835 года печатать по 10 номеров (50 страниц) в год. Одюбон планировал посвятить третий том в основном водоплавающим птицам. В 1836 году художник встал перед выбором: сделать полный альбом с большим количеством страниц (а значит и более дорогой) или оставить его неполным. В 1837 году по Европе прошёлся финансовый кризис, и подписчики натуралиста не были готовы платить за дополнительные номера. В октябре 1837 года было готово 400 страниц, но Одюбон решил выпустить ещё семь номеров (35 страниц), чтобы поместить на них птиц из Флориды и Лабрадора. Он был вынужден сгруппировать некоторых птиц, поместив на 435 страниц 489 различных видов. Последняя иллюстрация «Птиц Америки» была готова 20 июня 1838 года, но Одюбон оставался в Англии, чтобы закончить «Орнитологическую биографию», четвёртый том которой вышел в ноябре 1838 года, а пятый — в мае 1839 года. Подготовка к продаже и разукрашивание последних страниц альбома также продолжались в 1839 году.
Одюбон пристально следил за качеством изображения птиц и мог отправить страницы или номера на переработку. Он требовал аккуратно копировать клювы и лапы со своих изображений, выделял некоторые моменты расцветки, которые характеризуют отдельные виды и являются отличительными признаками. После того как Виктор Гиффорд Одюбон, старший сын Джона Одюбона, приехал в Англию, он также стал следить за работой в мастерской. Он поддерживал стандарт качества, заданный отцом, в частности отмечал слишком яркий и неестественный цвет, использованный некоторыми колористами. Джон Одюбон писал, что номера, сделанные Робертом Хэвеллом и Виктором Гиффордом, лучшие среди тех, которые он видел.
В опубликованном в 1839 году синопсисе Одюбон сообщил о новых птицах, не включённых в «Птицы Америки», исправил несколько ошибок идентификации, когда полагал, что обнаружил новый вид, и рисовал его на отдельных страницах. В синопсисе птицы расположены в научном порядке, такой же порядок Одюбон использовал в собственном экземпляре «Птиц Америки», который хранится в Музее изобразительных искусств Старка в Ориндже в Техасе. В альбом не вошли рисунки яиц птиц, которыми Одюбон первоначально планировал дополнить издание. В июне 1839 года натуралист писал, что отправил их Джеймсу Трюдо из Нового Орлеана; впоследствии они были проданы в Музей Луизианы, в коллекции которого хранится 84 рисунка яиц птиц с подписями, написанными рукой Одюбона, а также полное издание «Птиц Америки», приобретённое музеем по подписке.
Одюбон понимал, что работа гравёра — самая дорогостоящая часть производства. После того как плата готова, с неё можно сделать много копий, однако число подготовленных экземпляров лишь слегка превышало количество подписчиков. Одюбон объяснял своей жене, что одной сотни подписчиков будет достаточно, чтобы профинансировать выпуск номера, и следующие подписчики будут приносить больше денег, так как затраты на печать и раскрашивание при уже готовой пластине будут заметно меньше. Допечатывая страницы для новых подписчиков, и Хэвелл, и Одюбон могли внести в них незначительные корректировки. Зачастую год на водяных знаках Ватмана был позже официального года публикации. Подписи к изображениям также разнятся. После 1830 года, когда Одюбон был принят в научные сообщества Британии, подпись художника выглядела следующим образом: «Drawn from nature by J. J. Audubon F.R.S. F.L.S.». Первые десять пластин, которые были изначально выполнены Лизарсом, впоследствии корректировались Хэвеллом, который был недоволен их качеством и после корректировки добавлял в подпись гравёра своё имя, а иногда полностью убирал имя Лизарса. После смерти старшего Хэвелла исчез суффикс, который младший Хэвелл добавлял к своему имени, на некоторых страницах появляется и пропадает уточнение города печати.

### Судьба оригиналов

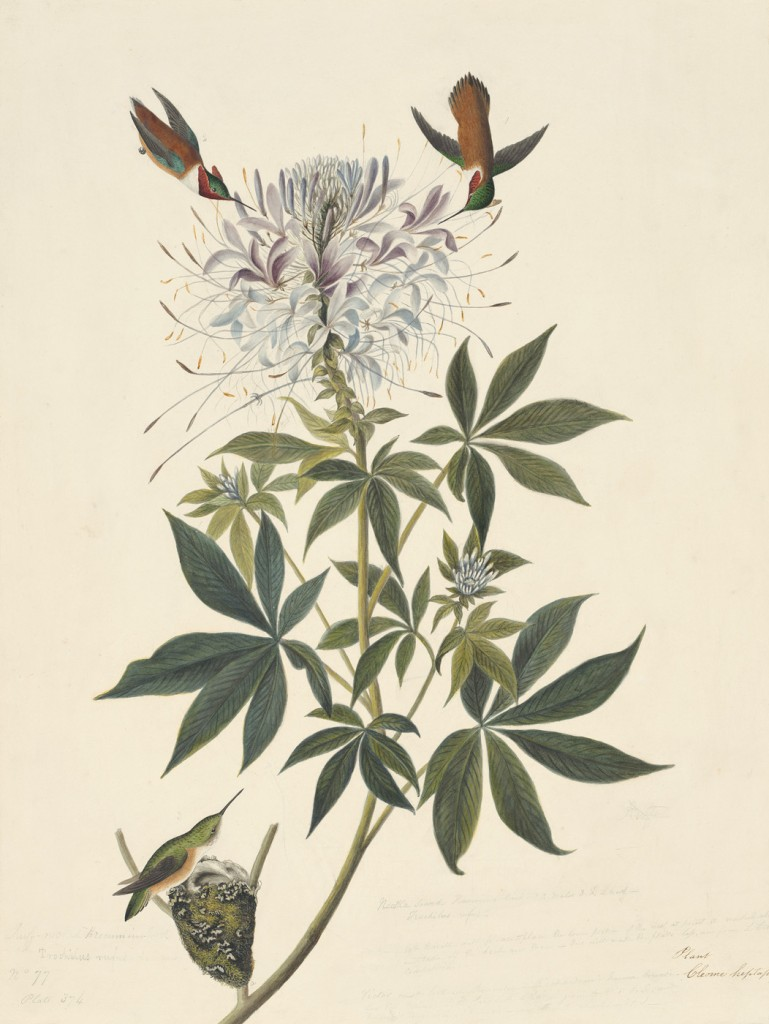
Оригинальное изображение охристого колибри, иллюстрация 379

Одюбон предоставил Хэвеллу 433 рисунка, два из которых гравёр разделил на две части чтобы получилось 435 страниц. По завершении работ Одюбон купил пластины у Хэвелла за 5 тысяч фунтов и перевёз их в США, при нём также были оригинальные акварельные изображения. В июле 1845 года на складе в Нью-Йорке, где хранились пластины, случился пожар; серьёзно пострадало 85 пластин, некоторые из них не подлежали восстановлению. Оставшиеся пластины были перенесены в небольшую кладовку за домом Джона Вудхауза Одюбона (John Woodhouse Audubon) на территории Миннис-Лэнд — нью-йоркского поместья Одюбонов.
После смерти Одюбона его семья испытывала финансовые трудности и была вынуждена продавать наследие художника. Большую часть оригинальных рисунков «Птиц Америки» у его вдовы в 1863 году за четыре тысячи долларов приобрёло Нью-Йоркское историческое общество. Общество продолжало скупку отдельных рисунков у частных лиц и в 1966 году приобрело последний известный рисунок, ещё два оригинальных изображения было утеряно. Пластины были проданы в 1866 году, их купила Phelps Dodge Company. Несколько лет они хранились на складе, после чего в 1873 году их решили переплавить на медь. Согласно легенде, 14-летний подросток, работавший на складе, и его мать осознали ценность пластин и смогли спасти некоторые из них. Сохранилось около 80 оригинальных медных пластин, многие из которых находятся в частных коллекциях. С них можно печатать и вручную раскрашивать иллюстрации, однако это трудоёмкий и дорогостоящий процесс. Известно о печати иллюстраций с 15 из сохранившихся пластин. Учитывая, что искусство создания качественных медных пластин во многом оставалось семейным секретом, повторить пластины «Птиц Америки» не представляется возможным.

## «Орнитологическая биография»
Одюбон начал работу над текстами «Орнитологической биографии» задолго до её печати. В октябре 1826 года он писал своей жене, что ему комфортнее изучать лес, чем писать текст, а первые идеи появились ещё в 1821 году. В 1830 году в своём дневнике он написал, что заметки могут оказаться полезными и интересными, но ему понадобится помощь в подготовке научных описаний.
Одюбон предложил работать над проектом английскому орнитологу Уильяму Свенсону, однако они не сошлись в вопросах разделения труда. Свенсон собирался давать научное описание в соответствии со стандартами того времени, а сам Одюбон писал бы о птицах в свободной форме, при этом он хотел быть соавтором работы. Свенсон писал, что за 20 лет работы орнитологом он создал себе имя и репутацию и хотел бы видеть их на страницах издания, однако Одюбон не был готов платить такую цену. Вместо Свенсона он нанял молодого натуралиста из Эдинбурга Уильяма Макгилливрея, которому платил чуть более 50 фунтов стерлингов за том. Финальную вычитку текста осуществляла жена Джона Одюбона — Люси Одюбон, которая также копировала тексты для отправки в США, чтобы на них распространялись американские законы об авторском праве. Одюбон считал, что это входит в обязанности жены и ни разу не упомянул её работу. Остальные помощники, кроме Джозефа Мейсона, хоть и не упомянуты в самом альбоме, присутствуют в текстах «Орнитологической биографии». Последний обвинил Одюбона в том, что тот обещал включить его имя, и в конце концов натуралист решил не упоминать его вовсе.
Помимо «Орнитологической биографии» Одюбона, в 1831 году Роберт Джемсон подготовил American Ornithology, or the Natural History of the Birds of the United States — совмещённое переработанное издание работ Вильсона и Бонапарта, а Томас Браун подготовил свою версию энциклопедии Вильсона, изображая птиц в манере Одюбона. Анонс всех трёх изданий, по какому-то совпадению, появился на одной странице The Literary Gazette 9 апреля 1831 года.

Белая американская цапля, иллюстрация 242

Нобл отмечал, что люди практически не появляются в «Птицах Америки», лишь на некоторых работах в качестве деталей пейзажа выступают различные сооружения. Единственным исключением является рисунок белой американской цапли (Egretta thula), на заднем плане которого изображены плантация в Южной Каролине и человек с ружьём (возможно, автопортрет). На черновом рисунке беркута (Aquila chrysaetos) также присутствовал человек с ружьём, который не попал в финальную версию. Намного большее внимание людям уделено в «Орнитологической биографии», в которой содержатся обращения к читателю и так называемые «эпизоды» — короткие рассказы, призванные оживить научную работу. По оценкам Херрика, в книгу включено более 60 эпизодов, связанных с событиями 1808—1834 годов и повествующих о путешествиях и жизни первопроходцев. Многие статьи для «Орнитологической биографии» были написаны в доме Бахмана в Чарлстоне, где Одюбон часто останавливался во время путешествий 1831—1834 годов.
Эпизоды впоследствии часто критиковались за историческую недостоверность. В эпизоде Colonel Boone Одюбон охотился в лесу вместе с известным стрелком Даниэлем Буном, однако когда Одюбон написал Буну в 1813 году, тому уже было около 80 лет, и он почти ослеп, так что их совместная охота не могла состояться. По словам Нобла, эта история не обязана быть документальной, она передаёт «образ натуралиста». В эпизоде The Runaway нашло своё отражение отношение Одюбона к рабовладению: художник во время своих путешествий встречает беглого раба и выслушивает его историю, в которой члены семьи были распроданы разным хозяевам, он отводит раба к старому плантатору, который выкупает всех членов семьи у прежних владельцев. Эпизод The Eccentric Naturalist описывает встречу Одюбона с Константином Рафинеском. Рафинеск высадился у Хендерсона с рекомендательным письмом от друзей Одюбона в Шиппингпорте и хотел посмотреть, есть ли в коллекции рисунков художника изображения новых растений. Рафинеск был одержим поиском новых видов и жил у Одюбонов несколько недель, а потом внезапно пропал, прислав позднее благодарственное письмо. За пределами эпизода осталась часть истории, в которой Одюбон, чтобы подшутить над Рафинеском, придумал рыбу, «скрестив» крокодила с веслоносом, и назвал её «devil-jack diamond fish». Описание этой рыбы Рафинеск поместил в Ichtyologia Ohiensis, or Natural History of the Fishes inhabiting the River Ohio and its tributary Streams. Когда ложный вид был раскрыт, Рафинеск основательно подпортил репутацию, хотя и сохранил пост в Трансильванском университете. Опубликованный в 1831 году эпизод очень понравился Рафинеску.
Нобл писал, что «Птицы Америки» и их «Орнитологическая биография» в полном смысле этого слова были компаньонами и хорошо подходили друг другу. Биограф отмечал, что double-elephant folio «Птиц Америки» тяжело просто перелистывать, намного лучше расположиться на некотором отдалении вместе с соответствующим томом «Орнитологической биографии», так как Одюбон часто связывал изображение и текст.

## Продажи

### Подписка
Одюбон назначил цену в две гинеи за номер. Полное собрание из 400 изображений должно было стоить 822 доллара, но, учитывая дополнительные изображения, общая стоимость приблизилась к 1000 долларов (American Ornithology Вильсона стоила 120 долларов). Своим подписчикам Одюбон предоставлял четыре титульных листа, предлагая складывать иллюстрации в том порядке, в котором они отпечатаны. Ближе к концу издания Одюбон продавал работу томами в готовом переплёте. Первоначально полагалось, что за «Орнитологическую биографию» нужно платить отдельно, но впоследствии Одюбон разослал копии подписчикам «Птиц Америки». Возвращаясь в Америку, Одюбон привёз с собой 15 экземпляров альбома, которые в среднем продавал по цене 1050 долларов. В 1840-х Одюбон продал полное собрание «Птиц Америки» и «Орнитологической биографии» Джону Джейкобу Астору за 1030 долларов.
Билл Штейнер (Bill Steiner) отмечал, что полное собрание стоило 870 долларов, а около 130 долларов стоил переплёт (в зависимости от качества цена переплёта варьировала от 80 до 200 долларов). Согласно письмам Одюбона, переплётом для него занималась лондонская фирма Херинга (Hering), на некоторых полных изданиях были найдены её знаки. По оценкам Штейнера, 40 из 78 европейских копий и 60 из 82 американских были переплетены Одюбоном и Хэвеллом. Он добавлял к ним 15 экземпляров, которые Одюбон привёз с собой в Америку. Зачастую оформлением переплёта занимались уже сами подписчики. Масса полного собрания достигает 90 кг (200 фунтов).
Согласно различным спискам, у «Птиц Америки» насчитывалось 335 подписчиков, многие подписки были отменены после получения одного или двух номеров, 56 подписчиков отменили подписку, получив заметное число номеров. Предположительно, в некоторых таких коллекциях может оказаться больше сотни страниц, хотя многие отдельные страницы, не собранные в переплёт, не смогли пережить способов хранения, используемых в XIX веке. Некоторые отмены связаны с недовольством качеством. Одна из покупательниц в Манчестере отмечала, что она «и подумать не может, чтобы найти в доме место для подобного мусора» (англ. could not think of giving house room to any more such trash).
Одюбон находился в постоянном поиске подписчиков и сообщал информацию о них в письмах своей жене. Вскоре после выпуска первого проспекта у Одюбона было 50 подписчиков. По другим данным, в августе 1828 года, перед поездкой во Францию и после выпуска 10 номеров «Птиц Америки», у него было 30 подписчиков. Во Франции он смог продать 13 или 14 подписок, в том числе шесть копий купил министр внутренних дел Франции для важнейших библиотек, ещё по одному экземпляру приобрели Жорж Кювье , герцог Орлеанский Луи-Филипп III и король Франции Карл X. Подписка первого прервалась с его смертью в 1832 году, а последнего — двумя годами ранее. Однако эти имена, как и некоторых других знатных персон, художник держал в списке для рекламы, даже если они получили неполный комплект, как Карл X, или не получили никаких иллюстраций вовсе.
Понимая, что среднее домохозяйство в Америке не сможет позволить себе такую книгу, Одюбон предпочитал продавать подписку организациям, а не частным лицам. Во время пребывания в Вашингтоне в начале 1830 года чета Одюбонов была приглашена на обед с президентом США Эндрю Джексоном; работы Одюбона в это время выставлялись в Конгрессе США, который приобрёл один экземпляр. Местные газеты Чарлстона писали, что, несмотря на цену, в городе должен находиться хоть один экземпляр альбома, а нью-йоркские газеты отмечали, что должно найтись несколько состоятельных горожан, способных приобрести работу. Когда весной 1834 года Одюбон с семьёй в очередной раз отправился через океан, у него было 62 американских подписчика.
Учитывая высокую цену издания, Одюбон редко дарил альбом. Херрик указывает, что подобный подарок был сделан Бахману в 1831 году, когда был закончен только первый том, а также Дэвиду Эки (David Eckey) из Бостона, который помогал собирать материалы. Известно также о подобном подарке графу Кроуфорду в Манчестере и семейству Рэтбоунов в Ливерпуле. Вместе с тем известно, что в 1862 году у Люси Одюбон было 840 неразукрашенных напечатанных страниц, которые она подарила знакомым с детьми для раскрасок или других целей.
В «Орнитологической биографии» Одюбон отметил 160 подписчиков, в его бухгалтерских книгах упоминается 308 имён, которые когда-либо были подписаны на альбом. Эти списки крайне запутанны, в частности, полное собрание оказывалось у людей, которые в списке отмечены как отменившие подписку. Исследования различных материалов самого Одюбона дают информацию о 138 полных изданиях. Одюбон отмечал, что популярность птиц со временем спала, уступив место насекомым, рыбам и растениям.

### Современные владельцы

Красный фламинго, иллюстрация 431

Вальдемар Фрайс (Waldemar Fries) смог обнаружить 171 экземпляр альбома и отследить вплоть до первоначальных подписчиков 94 из них. Подробные исследования подписчиков и сохранившихся экземпляров проводила также Сьюзан Лоу, которая опубликовала каталог в 1993 году. Штейнер отмечал, что почти ничего неизвестно о 29 подписчиках, часть копий которых может быть уже включена в известную группу, а часть может увеличить число копий до 180—190 полных комплектов «Птиц Америки» из четырёх томов в переплёте. Среди 171 работы, судьба которых известна коллекционерам и исследователям, 120 экземпляров сохранилось в переплёте, 41 работа была расформирована и распродана по отдельности (преимущественно в 1920—1989 годы), 10 копий были уничтожены. В частности, два экземпляра сгорели во время пожара в здании парламента провинции Канада в Монреале в 1849 году, один — во время пожара в Mechanics Mercantile Institute Library в Сан-Франциско после землетрясения 1906 года. В 1990-е годы был выкран, а затем возвращён обратно, экземпляр императора Николая I, хранящийся в Российской национальной библиотеке в Санкт-Петербурге, ещё один экземпляр находится в архивах Дарвиновского музея в Москве.
Со временем цены на альбом заметно выросли. Когда Херрик писал биографию Одюбона в начале XX века, альбом продавалась по цене 3—5 тысяч долларов. Он писал, что «Птицы Америки» стали собственностью богатых людей или тех организаций, которым посчастливилось приобрести оригинальную подписку. В 1955 году полное большое издание стоило 25 тысяч долларов, в 1969 году — 216 тысяч долларов. Долгое время проданные по отдельности страницы «Птиц Америки» стоили больше, чем всё издание в переплёте, из-за чего некоторые владельцы снимали переплёт и продавали страницы по отдельности. В 2000 году суммарная стоимость отдельных страниц полного альбома оценивалась в 7 млн долларов. В 1992 году полный альбом был продан за 4,1 млн долларов. В 2000 году на аукционе Кристи в Нью-Йорке альбом был продан за 8,8 млн долларов, покупателем стал эмир Катара Хамад бин Халифа Аль Тани. На тот момент «Птицы Америки» были самой дорогой печатной книгой, опередив «Кентерберийские рассказы» Джефри Чосера, которые были проданы в 1998 году за 7,5 млн. В 2003 году альбом был продан за 5,6 млн, а в 2010 году — за 11,5 млн долларов. Отдельные страницы продаются по цене от нескольких тысяч до 100 или 200 тысяч долларов. Иллюстрация 431 с изображением красного фламинго (Phoenicopterus ruber) в 1999 году была продана за 151,9 тысячи долларов.

## Другие издания
По оценкам Рона Флинна (Ron Flynn), было выпущено 20—25 млн копий и репродукций альбома «Птицы Америки», включая около 400 тысяч экземпляров высокого качества, цена которых достигает нескольких тысяч долларов. Штейнер оценивал количество отдельных напечатанных изображений в один или два миллиарда. Одюбон и его сыновья с 1826 по 1871 год подготовили три различные публикации «Птиц Америки». Оригинальное первое издание получило название Havell Edition.

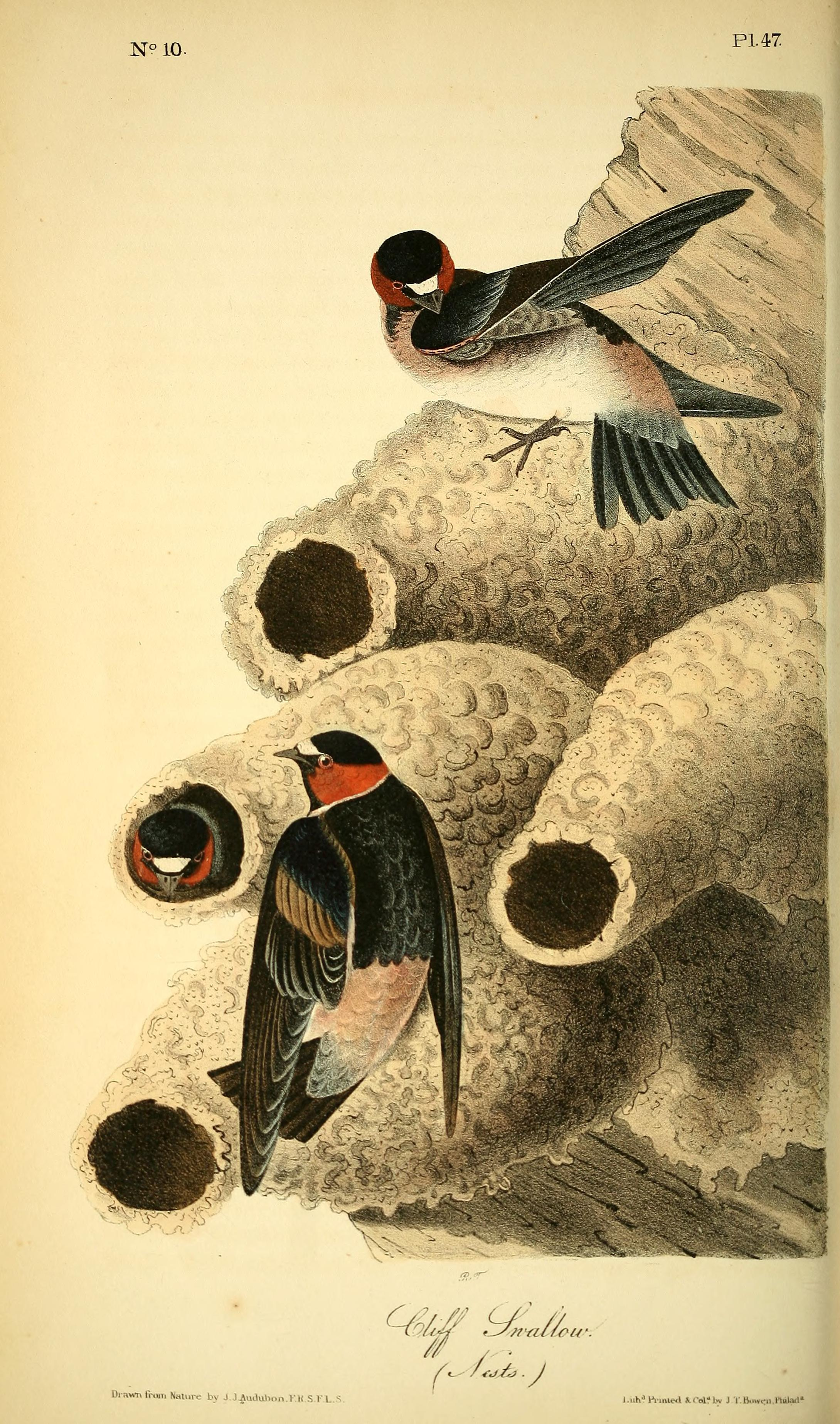
Белолобая горная ласточка, Octavo Edition

Одюбон мечтал издать альбом в самой Америке. В 1839 году был начат выпуск по другой технологии расширенной версии меньших размеров. Она стоила примерно в десять раз меньше оригинала и также продавалась по подписке. Литографией и раскрашиванием вручную занимался Боуэн (J. T. Bowen) — известный мастер из Филадельфии. Некоторые платы для первого тома готовились в двух других фирмах, но после того как Одюбон познакомился с иллюстрациями к работе Томаса Маккенни и Джеймса Холла History of the Indian Tribes of North America, он полностью перешёл к Боуэну. Данная версия содержит 500 раскрашенных вручную литографий (она включает новые виды, обнаруженные после оригинальной работы). Для создания уменьшенных иллюстраций использовалась камера-люцида. Боуэн занимался раскрашиванием всех страниц, кроме 136—150, которые раскрасил Джордж Эндикотт (George Endicott). На подавляющем большинстве страниц птицы изображены на ветках или камнях, без заднего плана, лишь на некоторых изображениях есть фоновый рисунок. По размеру страницы, который составляет 6,5 × 10,5 дюймов, эту работу называют Octavo Edition. В XIX веке она выдержала по меньшей мере шесть переизданий: за первым изданием, опубликованным в 1840—1844 годы, последовали издания 1856, 1859, 1860, 1861, 1865 и 1870—1871 годов. На страницах первого издания фон не прокрашен, на всех последующих изданиях присутствует голубой или бежевый печатный фон, а само изображение разукрашено вручную. Сам Джон Одюбон отмечал «мягкость» изображений по сравнению с гравюрами.
Сыновья Одюбона хотели переиздать оригинальную работу в натуральную величину. В конце 1850-х годов Джон Вудхауз Одюбон обратился в фирму Roe Lockwood & Son, которые наняли Джулиуса Бьена для создания литографий с гравюр. Планировалось полностью продублировать оригинальное издание, но после того как в 1859—1860 годы было выпущено 150 изображений, проект был остановлен. Исследователи задаются вопросом, почему для американского переиздания Одюбоны не обратились вновь к Хэвеллу, который с 1857 года жил в большом доме в Нью-Йорке. Неизвестно даже, связывались ли они по этому вопросу. Возможно, сыновья Одюбона лучше разбирались в литографии, так как работали над изданиями Octavo Edition «Птиц Америки» и The Viviparous Quadrupeds of North America — иллюстрированной энциклопедии о четвероногих Северной Америки, которую Одюбон выпустил совместно с Бахманом, но никогда не сталкивались с гравюрами, а для этой работы требовалось выгравировать несколько новых пластин. Их также могла остановить высокая стоимость раскрашивания вручную. Не в последнюю очередь Джон Вудхауз Одюбон и Джулиус Бьен планировали сделать работу лучшего качества, так как новые технологии позволяли осуществлять цветную печать. Бьен обычно использовал шесть цветов, для создания разнообразия он печатал их один над другим или точками. Если в работе Хэвелла всегда присутствовал чёрный контур, то у Бьена некоторые части изображения, в частности зелёные листья, выполнены без контура. Кроме того, отличия от оригинальной работы заметны на стыке двух цветов: при цветной печати некоторые точки перекрывают друг друга. С другой стороны, в Bien Edition такие моменты докрашивались вручную после печати. Работа также осуществлялась по подписке, но в другом формате: две крупные птицы, две средние и шесть мелких, расположенных по две на листе. Таким образом, планировалось 44 номера по семь страниц в каждом, выпуск был прекращён после 15 номеров. Общее количество выпущенных экземпляров остаётся неясным: в одних источниках говорится о 49 полных наборах, в других — о 75. Это самое редкое издание, хотя оно уступает в цене первому изданию книги. Издание планировалось продавать по цене 500 долларов. Призванное увеличить благосостояние семьи, Bien Edition имело обратный эффект; Джон Вудхауз брал кредиты, которые не смог оплатить. Возможно, проблемы с продажами связаны с проходившей в это время Гражданской войной, большинство подписчиков было южанами. Другой причиной неудачи называют написанную учеником Одюбона Спенсером Фуллертоном Бэрдом (1823—1887) и вышедшую в 1858 году монографию о птицах, которая задала новые научные стандарты.

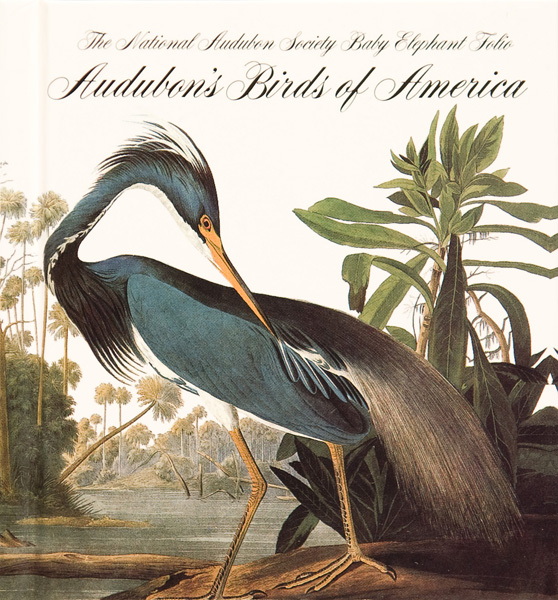
Обложка издания 1983 года

Первое факсимильное издание оригинальной работы было выпущено в 1971—1972 годы в 250 экземплярах, примерно 50—75 из которых были собраны в четыре тома, а остальные продавались отдельными листами. Издание было отпечатано на специальной бумаге, которая была очень похожа на оригинальную, но была немного тяжелее. Для цветной печати использовалось до восьми цветов, некоторые из которых выглядят неестественно. Это издание носит название Amsterdam Edition и является популярным у коллекционеров, несмотря на то, что его качество заметно уступает современным факсимиле. В 1985 году посвящённое двухсотлетию со дня рождения Одюбона издание было напечатано в Японии Национальным Одюбоновским обществом совместно с издательством Abbeville Press в 350 экземплярах, 300 из которых были собраны в четыре тома, а остальные продавались отдельными листами. Для этого издания использовалось 13 цветов, а копии делались с оригинальной работы, принадлежащей обществу. Качество различных экземпляров Abbeville Edition отличается, но, по словам Флинна, в целом оно очень хорошее. В 1985 году книга продавалась по цене 15 тысяч долларов. В начале 2006 года в издательстве оставалось 10 непроданных экземпляров по цене 35 тысяч за каждый, но уже весной они все были проданы.
В 1999 году издательство Oppenheimer Editions и Филдовский музей естественной истории в Чикаго выбрали 50 изображений, которые они посчитали лучшими в оригинальном издании и оцифровали их с экземпляра альбома, хранящегося в музее. Было напечатано 150 копий Oppenheimer Edition. Полный набор продавался по цене 47,5 тысяч долларов, отдельные страницы — 1250—4500 долларов. К столетию Национального Одюбоновского общества в 2005 году было выпущено Audubon Centennial Edition, которое является третьим полным изданием альбома и основано на сделанной в Пенсильвании высококачественной 320-мегапиксельной копии альбома, хранящегося в Милл-Гроув. Крупные и средние изображения этого издания продаются по цене 1200 долларов, а маленькие изображения — 500 долларов. На русском языке «Птицы Америки» были выпущены в 2007 году с сопроводительным текстом Евгения Коблика.
Некоторые издания повторяют порядок иллюстраций оригинальных «Птиц Америки», в то время как другие следуют собственной нумерации. Таблицу соответствия страниц различных изданий подготовила Сьюзан Лоу.

## Критика

### Современники Одюбона
Первыми с печатными страницами альбома познакомились жители Европы. В январе 1827 года Одюбон встречался в Эдинбурге с Вальтером Скоттом и показывал ему свои работы. Вальтер Скотт отметил «пронизанных движением птиц», но нашёл рисунки «тяжеловесными». Ричард Родс (Richard Rhodes) полагал, что Одюбон писал картины в стиле неоклассицизма, в то время как Скотт предпочитал романтизм. В 1828 году, увидев первые номера издания, Жорж Кювье назвал их «самым величественным памятником, когда-либо воздвигнутым орнитологии» (англ. the most magnificent monument which has yet been raised to ornithology). Шарль Люсьен Бонапарт в 1838 году писал, что «достоинства работы Одюбона уступают только размерам его книги» (англ. the merit of Mr. Audubon’s work yields only to the size of his book). По словам Уильяма Свенсона, которому Одюбон предпочёл молодого Уильяма Макгилливрея, художник использовал устаревшую номенклатуру, его научные описания птиц не всегда содержат достаточное количество деталей, при этом он отметил, что эпизоды, хоть и не относятся к орнитологическим текстам, довольно интересны.

Многоголосый пересмешник, иллюстрация 21

Большой отпечаток на отзывы современников наложило соперничество между сторонниками Вильсона и Одюбона. Джордж Орд в США и Чарльз Уотертон в Британии невзлюбили лично Одюбона и хотели сохранить первенство Вильсона в американской орнитологии. Они обвиняли художника в ненаучном подходе, критиковали любые неточности в рисунках, а также излишний драматизм некоторых работ. Отдельной критике подверглись заимствованные изображения. В первую очередь к ним относится нижний голубой лесной певун (Setophaga cerulea) на иллюстрации 48, взрослый самец и птенец красноплечего чёрного трупиала (Agelaius phoeniceus) на иллюстрации 67, нижний миссисипский коршун (Ictinia mississippiensis) на иллюстрации 117, скопированные непосредственно у Вильсона. Кроме того, Хэвелл копировал задний план с рисунка Джона Уэббера на иллюстрацию 402. Сильный спор разгорелся из-за возможностей гремучей змеи забираться на деревья, как это изображено на иллюстрации 21 (существуют единичные наблюдения, однако Одюбон утверждал, что такое встречается довольно часто).
Ещё во время публикации «Птиц Америки» информация об этом издании и его авторе стала циркулировать в Америке; в начале 1830-х годов работа стала объектом национальной гордости американцев. В нескольких штатах вышли указы о покупке этой работы, в частности, правительство Луизианы оплатило покупку трёх экземпляров. В Массачусетсе предложение о покупке книги на средства из бюджета послужило причиной дискуссии о необходимости тратить бюджет на научные проекты. В конце концов правительство Массачусетса выделило средства на покупку, так же как правительства Мериленда, Нью-Йорка, Южной Каролины и Мичигана, а также Библиотека Конгресса. Мэр Нью-Йорка Филип Хоун писал в своём дневнике в 1833 году «Книга Вильсона на ту же тему без сомнений заслуженно известна, но в сравнении с работой Одюбона это как Трентонский водопад и Ниагарский» (англ. Wilson's book on the same subject is deservedly celebrated, beautiful, no doubt, but comparing with Audubon's as the Falls of Trenton to those of Niagara). В 1840 году было открыто отдельное здание библиотеки колледжа Южной Каролины — первое отдельное здание академической библиотеки; самым ценным экземпляром её был альбом «Птицы Америки».
В 1878 году американский орнитолог Эллиот Куэс отметил, что книга является «безусловно, самой роскошной орнитологической работой из когда-либо опубликованных» (англ. by far the most sumptuotus ornithological work ever published), однако с научной точки зрения он выше ставил работу Вильсона.

### Поздняя критика
Орнитологи XX века высоко оценивали работу Одюбона. Рональд Клемент (Ronald C. Clement) в 1974 году писал, что художник смог увидеть в окружающей природе больше, чем это доступно обычным людям, а Роджер Тори Питерсон в 1979 году добавлял, что «Америка будет в долгу у этого гения». По словам Штейнера, рассматривая иллюстрации с расстояния в бинокль, легко представить, что наблюдаешь за живой птицей в естественном окружении.
Энн Ли Морган (Ann Lee Morgan) в 1987 году отмечала, что на смену ярким живым текстам и изображениям Одюбона во второй половине XIX века пришли более научные публикации, в первую очередь работа ученика Одюбона Спенсера Фуллертона Бэрда «The Birds of North America» — выпущенное в 1860 году расширенное переиздание доклада, подготовленного для правительства США. По словам исследовательницы, натуралисты эпохи Одюбона собирали много ценной информации, но предпочитали эмпирические наблюдения. С 1850-х годов натуралисты стали использовать научный метод, когда выводы строятся на данных, которые могут быть подтверждены. Разница в работах заметна и на уровне текстов, и на уровне иллюстраций. Живые рисунки Одюбона сменились научно выверенными иллюстрациями, а персонифицированные литературные тексты — сухими обезличенными строками с табличной информацией и библиографией, предназначенными в первую очередь для учёных, а не для широкой публики.
Вместе с тем художественный критик журнала Time Роберт Хьюз в 1997 году писал, что «Птицы Америки» с их «чувством формы, композиции, ритма и графической энергией» оказали сильное влияние на американских художников. Куратор музея Одюбона в Хендерсоне Дон Борман (Don Boarman) писал: «Дар Одюбона к наблюдению и анализу, его внимание к мельчайшим деталям, способность создавать истории акварелью или словами, его дар понимания и ощущения птиц и его владение подарили миру не картины, а портреты» (англ. Audubon’s gift for observation and analysis, his attention to minute detail, his ability to spin a yarn in watercolor or in words, his gift of consciousness and emotion to the birds, and his tenancy have given the world not pictures, but portraits).
Одюбон не сомневался в значении «Птиц Америки», как и в собственной гениальности. Несмотря на ошибки и противоречия, жизнь Одюбона и его главный труд заняли место в ряду культовых американских явлений, став, каждое по-своему, подлинными произведениями искусства. Движимый страстью к созданию книги о всех птицах Америки, Одюбон сформировал самосознание американского натуралиста и первым в истории нации объединил искусство и науку. В одном из писем, которые Одюбон согласился писать для филадельфийского журнала из своего путешествия во Флориду, натуралист отметил: «Я знаю, что я затеял архисложный проект, но если я доживу до его завершения, я предоставлю своей стране прекрасный памятник великолепию американской природы в её разнообразии» (англ. I know I am engaged in an arduous undertaking, but if I live to complete it, I will offer to my country a beautiful monument of the varied splendor of American nature).